# Synagoga chasydów z Góry Kalwarii w Częstochowie (ul. Nowy Targ 2)
Synagoga chasydów z Góry Kalwarii w Częstochowie – synagoga znajdująca się w Częstochowie przy ulicy Nowy Targ 2. Była jedną z czterech funkcjonujących w mieście gerskich synagog.
Synagoga została założona pod koniec XIX lub na początku XX wieku przez chasydów z Góry Kalwarii, zwolenników cadyków z rodu Alterów. Podczas II wojny światowej hitlerowcy zdewastowali synagogę.